# Јакоб Хајтман
Јакоб Хајтман (Пинеберг, 6. новембар 1994) немачки је пливач чија ужа специјалност су трке слободним и мешовитом стилом на 200 и 400 метара. Био је члан немачког олимпијског тима на ЛОИ 2016. у Рију. 

## Спортска каријера
Хајтман је дебитовао на међународној пливачкој сцени као пливач маратонских трка на отвореним водама, а прво значајније такмичење на коме је наступио је било Европско јуниорско првенство на отвореним водама 2011. у шпанској Навији, где је заузео 15. место у трци на 5 километара. Убрзо након тог такмичења се преорјентисао на трке у базенима, и већ на Европском јуниорском првенству у Антверпену освојио је сребрну медаљу у трци штафета на 4×200 слободно. 
У конкуренцији сениора је дебитовао на Европском првенству у малим базенима у Хернингу 2013, где је заузео 11. место у трци на 1.500 метара слободним стилом. Први запаженији успех је постигао на Европском првенству у Берлину 2014, где је освојио високо шесто место у финалу трке на 400 метара мешовитим стилом. 
На светским првенствима у великим базенима је дебитовао у Казању 2015, где је пливао у финалима трка на 4×200 слободно и 400 мешовито (заузео два пета места). Пливао је и на првенствима у Будимпешти 2017. и Квангџуу 2019. (8. место на
4×200 слободно и 18. место на 200 слободно).
Највећи супех у каријери је постигао на Европском првенству у Глазгову 2018, где је освојио златну медаљу у трци микс штафета на 4×200 слободно, заједно са Милајтнером, Фосовом и Бруновом. 